# Hermann Landmann
Hermann Ewald Landmann (* 16. Februar 1898 in Hermülheim; † 29. Januar 1977 in Dresden) war ein deutscher Flugzeugkonstrukteur und Hochschullehrer.

## Leben
Landmann studierte nach dem Kriegsdienst von 1919 bis 1924 Maschinenbau an der TH Aachen, wo er 1920 der FVA beitrat und dort sein erstes Flugzeug La 1 „Pipö“ entwickelte, das im Jahr darauf von Wolfgang Klemperer eingeflogen wurde. Er entwickelte und baute ab 1926 in Bonn, später in Stettin Segel- und Sportflugzeuge. Im Jahr 1930 wurde er Assistent von Georg Madelung am Flugtechnischen Instituts der TH Stuttgart und 1933 Dozent für Flugzeugbau am Technikum in Strelitz sowie 1935 bis 1945 Dozent für Aerodynamik und Flugmechanik in Stettin. 1937 erschien seine Schrift „Konstruktion der Motorflugzeuge“. Während des Zweiten Weltkriegs war er zudem in Rostock bei den Heinkel-Werken tätig. 1944 wurde er zur Luftwaffe eingezogen und geriet im Mai 1945 in sowjetische Gefangenschaft, aus der er nach vier Monaten entlassen wurde. Nach Kriegsende übte Landmann ab 1945 nacheinander Tätigkeiten als Aerodynamiker für Windkraftanlagen in Rostock und als Konstrukteur von Tragflächenbooten in Roßlau aus. Nach deren Beendigung lehrte er ab 1952 als Professor für Entwerfen und Konstruktion von Flugzeugen an der Technischen Fakultät der Universität Rostock.
Im Zusammenhang mit dem Aufbau der ostdeutschen Flugzeugindustrie in Dresden wurde ihm am 1. Juli 1953 die Professur für Aerodynamik an der Fakultät für Leichtbau – der späteren Fakultät für Luftfahrtwesen – der damaligen Technischen Hochschule Dresden übertragen, wo zwischen 1955 und 1962 weitere Flugzeuge entwarf, von denen die Motorsegler La 16 und La 17 gebaut und getestet wurden. Nach der Schließung dieser Fakultät im Jahre 1961 bis zu seiner Emeritierung im Jahr 1963 arbeitete er am Institut für Leichtbau der TU Dresden, führte aber noch bis 1965/66 Lehrveranstaltungen am Institut für Maschinenelemente durch.

## Flugzeugkonstruktionen
Quelle
- La 1 Pipö, Segelflugzeug, 1922, TH Aachen
- La 2, 1925, Bauabbruch
- La 3 Vulkan, Segelflugzeug, selbst gebaut
- La 4, Sportflugzeug mit MAG-Motor, später Anzani, zweisitziger Hochdecker in Holzbauweise, 1928
- La 5 Jüppchen, Doppeldecker mit MAG-Motor in Pusher-Konfiguration, 1928
- La 6 Helge, Segelflugzeug, selbst gebaut, 1929
- La 7 (auch S 6 Sonny Boy), Sporteinsitzer, Blackburne-Motor, Tiefdecker mit Stahlrohrrumpf, 1928
- La 8 – La 10, Leichtflugzeugentwürfe, nicht verwirklicht
- La 11, Leichtflugzeug der Flugtechnischen Arbeitsgemeinschaft (FAG) Stettin, 1939 zur Schwimmerversion La 11W umgebaut
- La 12 Stettin 4, Motorgleiter
- La 13 – La 15, Leichtflugzeugentwürfe zwischen 1946 und 1950, nicht verwirklicht
- La 16, Motorsegler, 1955
- La 17, Motorsegler, 1959
- La 18, einsitziges Leichtflugzeug, 1960/61, nicht verwirklicht
- La 19, zweisitziges, voll kunstflugtaugliches Hochleistungssegelflugzeug, 1960/61, nicht verwirklicht
- La 20, einsitziges, leichtes Motorflugzeug, 1960–62, nicht verwirklicht